# Iridobapta subfuscata
Iridobapta subfuscata är en fjärilsart som beskrevs av W. Warren 1899. Iridobapta subfuscata ingår i släktet Iridobapta och familjen mätare. Inga underarter finns listade i Catalogue of Life.